# Paul Firket
Paul Firket (Luik 17 januari 1899 - Beverlo 25 oktober 1942) was een Belgische priester.
Tijdens de Eerste Wereldoorlog ging Firket in het leger als vrijwilliger. In 1924 werd hij tot priester gewijd. Hij werd eerst vicaris in Micheroux en later pastoor in Neuville-sous-Huy. Tussen 1929 en 1937 werkte als hoofd van de Oeuvres Sociales Chrétiennes in Hoei.
In 1940 werd Firket lid van het Belgisch verzet in de Tweede Wereldoorlog. Hij werd in juni 1942 gearresteerd op verdenking van spionage en omdat hij hielp neergeschoten geallieerde piloten te verbergen en vluchten. Firket werd op 2 augustus 1942 ter dood veroordeeld en op 25 oktober gefusilleerd.
Hij wordt herdacht op een gedenkplaat in Hoei.